# 1850
Évszázadok: 18. század – 19. század – 20. század
Évtizedek: 1800-as évek – 1810-es évek – 1820-as évek – 1830-as évek – 1840-es évek – 1850-es évek – 1860-as évek – 1870-es évek – 1880-as évek – 1890-es évek – 1900-as évek
Évek: 1845 – 1846 – 1847 – 1848 –  1849 – 1850 – 1851 – 1852 – 1853 – 1854 – 1855

## Események

### Határozott dátumú események
- január 31. – Poroszországban IV. Frigyes Vilmos új alkotmányt ad ki.[1]
- február 19. – Aradon kivégzik az utolsó honvéd vértanút, Ludwig Hauk alezredest.[2]
- március 20. – IV. Frigyes Vilmos porosz király összehívja a parlamentet, hogy kimondassa saját vezetésével a német egység megvalósítását, orosz-osztrák nyomásra lemond tervéről.
- április 12. – Az 1848-ban elmenekült IX. Piusz pápa francia segítséggel visszatér Rómába.[3]
- augusztus 31. – III. Kamehameha hawaii király hivatalosan is várossá és királysága fővárosává nyilvánítja Honolulut.[4]
- július 2. – Dánia és Poroszország megkötik a berlini békét(wd); Poroszország kivonja csapatait Schleswigből és Holsteinból.[5]
- október 17. – Felavatják Chopin síremlékét a Père-Lachaise temetőben Chopin halálának első évfordulóján
- november 28. – Aláírják a porosz-osztrák olmützi szerződést, ezzel lehetővé válik a Német Szövetség helyreállítása.[6]

### Határozatlan dátumú események
- március – Kínában a Csing-dinasztia 7. császára, Hszien-feng ül a trónra.[4]
- október – Tajping-felkelés Kínában. (A parasztháború 1856-ig tart, a kínai uralkodó csak angol-francia segítséggel tudja leverni. A halottak száma kb. 20 millióra tehető.)

## Az év témái

### 1850 a tudományban
- az év folyamán – Elkészül az első tenger alatti távírókábel, a La Manche-csatornában, néhány órás működés után tönkremegy.

## Születések
- január 27. – Edward John Smith, a Titanic kapitánya († 1912)
- február 24. – Jászai Mari, színésznő († 1926)
- március 7. – Tomas Masaryk, cseh filozófus, politikus, Csehszlovákia első elnöke († 1937)
- március 13. – Donáth Gyula, szobrászművész († 1909)
- március 20. – Aggházy Gyula, festőművész († 1919)
- március 31. – Charles Doolittle Walcott, amerikai paleontológus († 1927)
- április 9. – Pósa Lajos, a magyar gyermekirodalom klasszikusa, dalszerző († 1914)
- június 6. – Karl Ferdinand Braun német feltaláló, Nobel-díjas fizikus († 1918)
- június 12. – Georges Demenÿ magyar származású francia fiziológus, a filmezés egyik úttörője († 1917)
- június 22. – Goldziher Ignác, orientalista, egyetemi tanár, az MTA tagja († 1921)
- július 5. – Kvassay Jenő, vízépítő mérnök, a magyar vízügyi szolgálat megalapítója († 1919)
- július 18. – Deák-Ébner Lajos, festőművész († 1934)
- augusztus 5. – Guy de Maupassant, francia író († 1893)
- augusztus 13. – Forster Géza, magyar mezőgazdász, agrárpolitikus († 1907)
- szeptember 8. – Blaha Lujza, magyar színésznő, „a nemzet csalogánya” († 1926)
- november 12. – Edmund von Hellmer, osztrák szobrász, Fadrusz János és Horvay János mestere. († 1935)
- november 12. – Michael Ivanovics Csigorin, az orosz sakkiskola megalapítója († 1908)
- november 13. – Robert Louis Stevenson, skót író († 1894)
- november 24. – Lukács László, magyar politikus, 1912–13-ig magyar miniszterelnök († 1932)
- december 2. – Darmay Viktor költő, író († 1878)
- december 7. – Schwarz Dávid, a merev rendszerű, könnyűfémből készült, kormányozható léghajó feltalálója († 1897)
- december 29. – Bella Lajos magyar régész, földrajz–történelem szakos tanár, a Magyar Tudományos Akadémia levelező tagja († 1937)

## Halálozások
- január 11. – Josef Klieber, osztrák szobrász, éremkészítő és festő, a bécsi képzőművészeti akadémia vezető tanára (* 1773)
- január 23. – Kolosy György, szabadságharcos, 1848-as honvéd százados (* 1824)
- január 27. – Johann Gottfried Schadow, német klasszicista szobrász (* 1764)
- február 9. – Lenkey János, honvéd tábornok (* 1807)
- február 25. – Gál László, honvéd ezredes (* 1810)
- április 7. – Ábrányi Emil, földbirtokos, miniszteri titkár és kormánybiztos (* 1820)
- április 23. – William Wordsworth, angol romantikus költő (* 1750)
- május 9. – Joseph Louis Gay-Lussac, francia fizikus, kémikus(* 1778)
- május 12. – Heinrich August Pierer, német katonatiszt, könyvkiadó (* 1794)
- június 20. – Antal Mihály, nyelvész, könyvtáros (* 1793)
- június 25. – Farkas János Chrysostom, piarista rendi pap, tanár, költő (* 1794)
- július 29. – Kerekes Ferenc, matematikus, református főiskolai tanár, a Magyar Tudományos Akadémia levelező tagja (* 1784)
- augusztus 26. – I. Lajos Fülöp, francia király (* 1773)
- december 10. – Bem József, az 1848–49-es szabadságharc tábornoka (* 1794)
- december 24. – Frédéric Bastiat(wd) francia liberális közgazdász, politikus (* 1801)